# San Silvestro in Capite (titre cardinalice)
Le titre cardinalice de San Silvestro in Capite, également intitulé San Silvestro in Campo Martis, San Silvestro inter duos hortos e San Silvestro in Cata Pauli, a été érigé par le pape Léon X le 6 juillet 1517. Il est rattaché à la basilique San Silvestro in Capite qui se trouve dans le rione de Colonna à Rome.

## Titulaires
| - Louis II de Bourbon-Vendôme (1517-1521); in commendam (1521-1533) - Vacant (1533-1540) - Uberto Gambara (1540-1541) - Tommaso Badia (1542-1547) - Vacant (1547-1551) - Fabio Mignanelli (1551-1556) - Taddeo Gaddi (1557-1561) - Antoine Perrenot de Granvelle in commendam (1562-1565) - Annibale Bozzuti (1565) - Marcantonio Bobba (1566-1572) - Vacant (1572-1585) - François de Joyeuse (1585-1587) - Pierre de Gondi (1588-1594) - Francisco de Ávila (1597-1599) - Franz Seraph von Dietrichstein (1599-1623) - Melchior Klesl (1623-1624) - Vacant (1624-1631) - Giovanni Battista Maria Pallotta (1631-1652) - Girolamo Colonna (1652-1653) - Domingo Pimentel Zúñiga (1653) - Carlo Rossetti (1654-1672) - Gaspare Carpegna (1672-1689) - Girolamo Casanate (1689-1700) - Gianfrancesco Albani (1700) - Johannes Philipp von Lamberg (1701-1712) - Lodovico Pico della Mirandola (1712-1728) - Prospero Marefoschi (1728-1732) - Francesco Borghese (1732-1743) - Vincenzo Bichi (1743) - Antonio Maria Ruffo (1743-1753) - Federico Marcello Lante Montefeltro della Rovere (1753-1759) - Ferdinando Maria de' Rossi (1759-1767) - François-Joachim de Pierre de Bernis (1769-1774) - Innocenzo Conti (1775-1783) - Giovanni Maria Riminaldi (1787-1789) - Francesco Carrara (1791-1793) - Carlo Livizzani Forni (1794-1802) - Bartolomeo Pacca (1802-1818) - Antonio Pallotta (1823-1834) - Luigi Bottiglia Savoulx (1834-1836) - Costantino Patrizi Naro (1836-1849) - Césaire Mathieu (1852-1875) - Louis-Marie Caverot (1877-1884) - Vacant (1884-1891) - Vincenzo Vannutelli (1891-1900); in commendam (1900-1916) - Donato Raffaele Sbarretti Tazza (1916-1928) - Luigi Lavitrano (1929-1950) - Valerio Valeri (1953-1963) - John Carmel Heenan (1965-1975) - George Basil Hume (1976-1999) - Desmond Connell (2001-2017) - Louis-Marie Ling Mangkhanekhoun (2017- ) |